# Даріо Шпикич
Даріо Шпикич (хорв. Dario Špikić, нар. 22 березня 1999, Загреб, Хорватія) — хорватський футболіст, вінгер загребського «Динамо».

## Ігрова кар'єра

### Клубна
Даріо Шпикич народився у Загребі і займатися футболом почав в академії місцевого клубу «Динамо». З 2016 року Шпикич виступав за другий склад «Динамо». 
У 2018 році футболіст перейшов до складу «Хайдука». 4 травня 2018 року він провів першу гру в основі команди у чемпіонаті країни. Та гра залишилася єдиною для Шпикича в основі «Хайдука». Протягом двох років він грав за дублюючий склад команди.
У січні 2020 року Шпикич став гравцем клубу Першого дивізіону «Гориця». Вже 2 лютого вінгер зіграв першу гру у новій команді. В зимове трансферне вікно футболіст перейшов до загребського «Динамо» але до кінця сезону 2020/21 залищався в складі «Гориці» на правах оренди. Вже в наступному сезоні Шпикич дебютував на міжнародному рівні, виступаючи в складі «Динамо» в матчах Ліги Європи. В сезоні 2022/23 разом з «Динамо» Даріо Шпикич брав участь у груповому рануді Ліги чемпіонів.

### Збірна
З 2015 року Даріо Шпикич виступав за юнацькі та молодіжну збірну Хорватії. Також отримував виклик до національної збірної Хорватії але у матчах не брав участі.

## Титули
Динамо (Загреб)
 Чемпіон Хорватії (3): 2021/22, 2022/23, 2023/24
 Переможець Кубка Хорватії: 2023/24
 Переможець Суперкубка Хорватії (2): 2022, 2023